# وارن كامينغز سميث
وارن كامينغز سميث (بالإستونية: Warren Cummings Smith)‏ هو متزحلق جبال الألب إستوني، ولد في 21 يونيو 1992 في بوسطن في الولايات المتحدة.

## وصلات خارجية
- وارن كامينغز سميث على موقع الاتحاد الدولي للتزلج (التزلج على المنحدرات الثلجية) (الإنجليزية)
- وارن كامينغز سميث على موقع أوليمبيديا (الإنجليزية)